# Puente Mes
El Puente Mes (en albanés: Ura e Mesit) es un puente en el pueblo de Mes,  a unos cinco kilómetros (en línea recta) al noreste de Shkodër, en el noroeste de Albania. Fue construido en el siglo XVIII, alrededor de 1780, por Kara Mahmud Bushati, un pasha otomano local, y se extiende por el río Kir.  Se trata de una estructura de 108 metros de largo, y representa uno de los más largos puentes otomanos en la región. Fue construido como parte de la carretera que va por el valle Kir, que eventualmente lleva a Pristina.